# Георг Віссова
Георг Отто Август Віссова (нім. Georg Otto August Wissowa; 17 червня 1859 року, Нойдорф поблизу Бреслау — 11 травня 1931 року, Галле) — німецький антикознавець, фахівець з давньоримської релігії.

## Життєпис
Відвідував гімназію в Бреслау, з 1876 року навчався в Університеті Бреслау; займався класичною філологією. У 1880 році захистив дисертацію, присвячену «Сатурналіям» Макробія. Провів рік у Мюнхенському університеті, намагаючись поглибити свої пізнання в археології. У 1882 році захистив у Бреслау габілітаційну дисертацію, присвячену зображенням Венери у римському мистецтві; потім отримав річну стипендію Німецького археологічного інституту для стажування в Римі.
З 1883 року працював приват-доцентом в Бреслау; в цей час він познайомився з Теодором Моммзеном. У 1886 році отримав посаду позаштатного професора в Марбурзькому університеті; в 1890 році прийнятий в штат. З 1891 року стає членом німецького археологічного інституту. З 1895 року — завідувач кафедри латинської мови в Університеті Галле. У Галле Георг Віссова двічі обирався деканом філософського факультету, в 1908—1909 академічному році був ректором університету. З 1907 року був членом-кореспондентом академій наук у Мюнхені та Геттінгені, з 1911 року — почесним доктором університету Бреслау. У 1917 обраний членом-кореспондентом Баварської академії наук. У 1923 році Георг Віссова пережив інсульт; він більше не міг займатися науковою роботою і вийшов на пенсію.

## Наукова робота
Основною сферою наукових інтересів Георга Віссова була римська релігія. Його роботи на цю тему були зібрані в 1904 році в окрему книгу. Найбільшу популярність принесла Георгу Віссова робота над перевиданням «Енциклопедії класичної античності», початковим ініціатором видання якої був Август Паулі, і яка стала відомою під назвою «Паулі-Віссова». Робота над енциклопедією почалася в 1890 році. Георгу Віссова вдалося об'єднати навколо енциклопедії багатьох вчених самих різних напрямків. Перший тому з'явився в 1893 році. Незабаром стало очевидним, що робота не може бути закінчена в запланований термін — дванадцять років (фактично видання енциклопедії завершилося в 1978 році; на цей момент в ній було 66 півтомів і 15 додаткових томів). Вже в 1903 році Віссова видав перший додатковий тому, що містив поправки та доповнення до статей першого тому. Віссова працював над дванадцятьма напівтомами енциклопедії (від Aal — Apollokrates до Ephoros — Fornaces); тринадцятий тому (Fornax — Glykon) був випущений в 1906 році в співавторстві з В. Кроллом, який продовжив роботу над виданням енциклопедії після відходу Віссови.

## Основні праці
- Religion und Kultus der Römer. Handbuch der klassischen Altertumswissenschaft V.4, C.H.Beck, München 1902; 2. Aufl. 1912, davon Nachdruck 1971, ISBN 3-406-03406-3.
- Gesammelte Abhandlungen zur römischen Religions- und Stadtgeschichte, C.H.Beck, München 1904.